# Свадьба королевы Виктории и принца Альберта
Сва́дьба короле́вы Викто́рии и при́нца Альбе́рта состоялась 10 февраля 1840 года в Королевской капелле Сент-Джеймсского дворца в Лондоне. Свадьба королевы Виктории с принцем Альбертом Саксен-Кобург-Готским стала последней свадьбой правящего британского монарха.
Брак Виктории и Альберта продолжался до смерти Альберта в 1861 году; у них было 9 детей, все из которых дожили до взрослого возраста. После смерти мужа Виктория носила траур до конца своей жизни в 1901 году.

## Предыстория

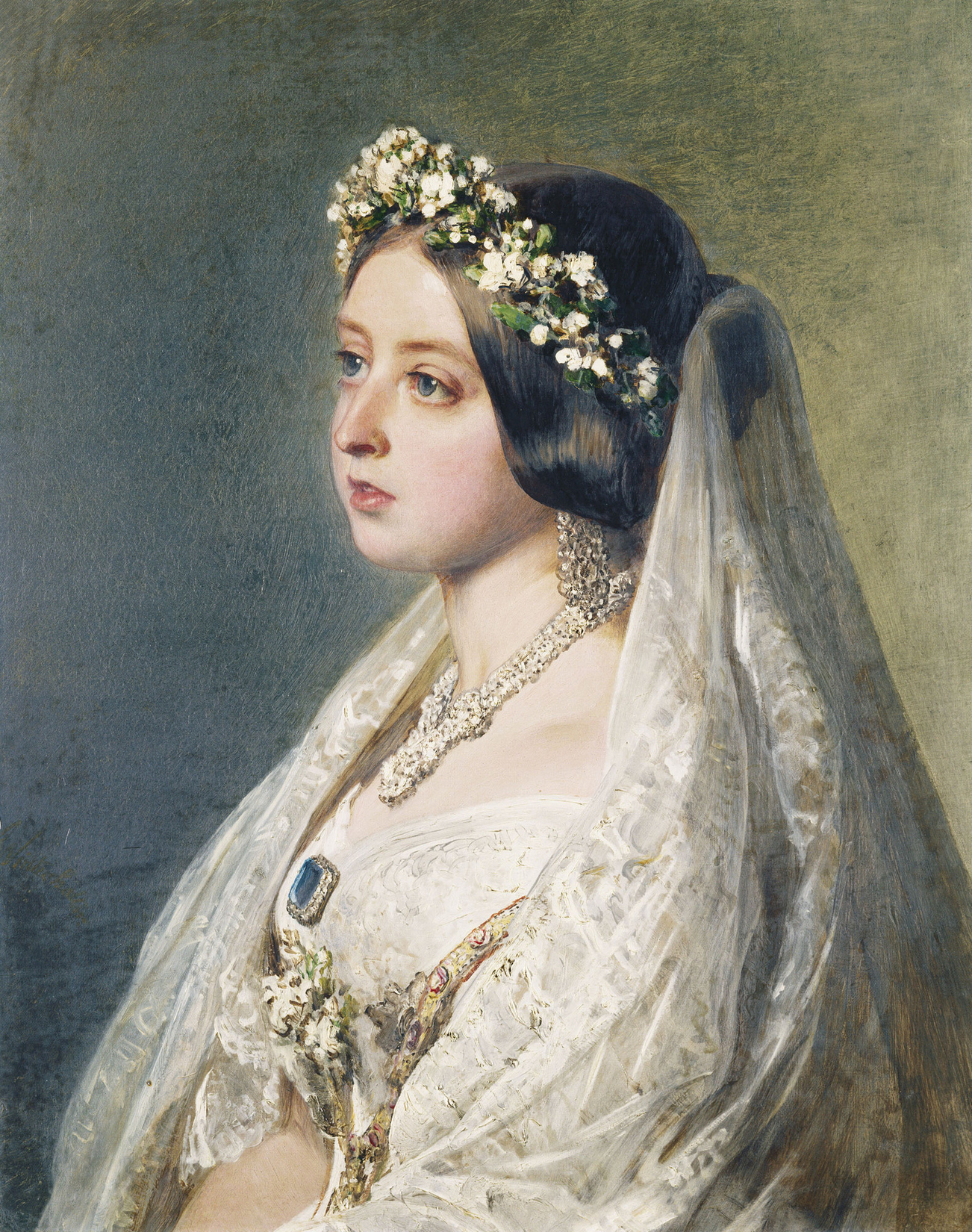
Королева Виктория в свадебном платье

Виктория стала королевой Великобритании 20 июня 1837 года в возрасте 18 лет после смерти своего дяди короля Вильгельма IV. В октябре 1839 года Великобританию посетил саксонский принц Альберт Саксен-Кобург-Готский, который приходился ей кузеном. Виктория и Альберт почувствовали взаимную привязанность и Виктория сделала ему предложение.

## Свадьба

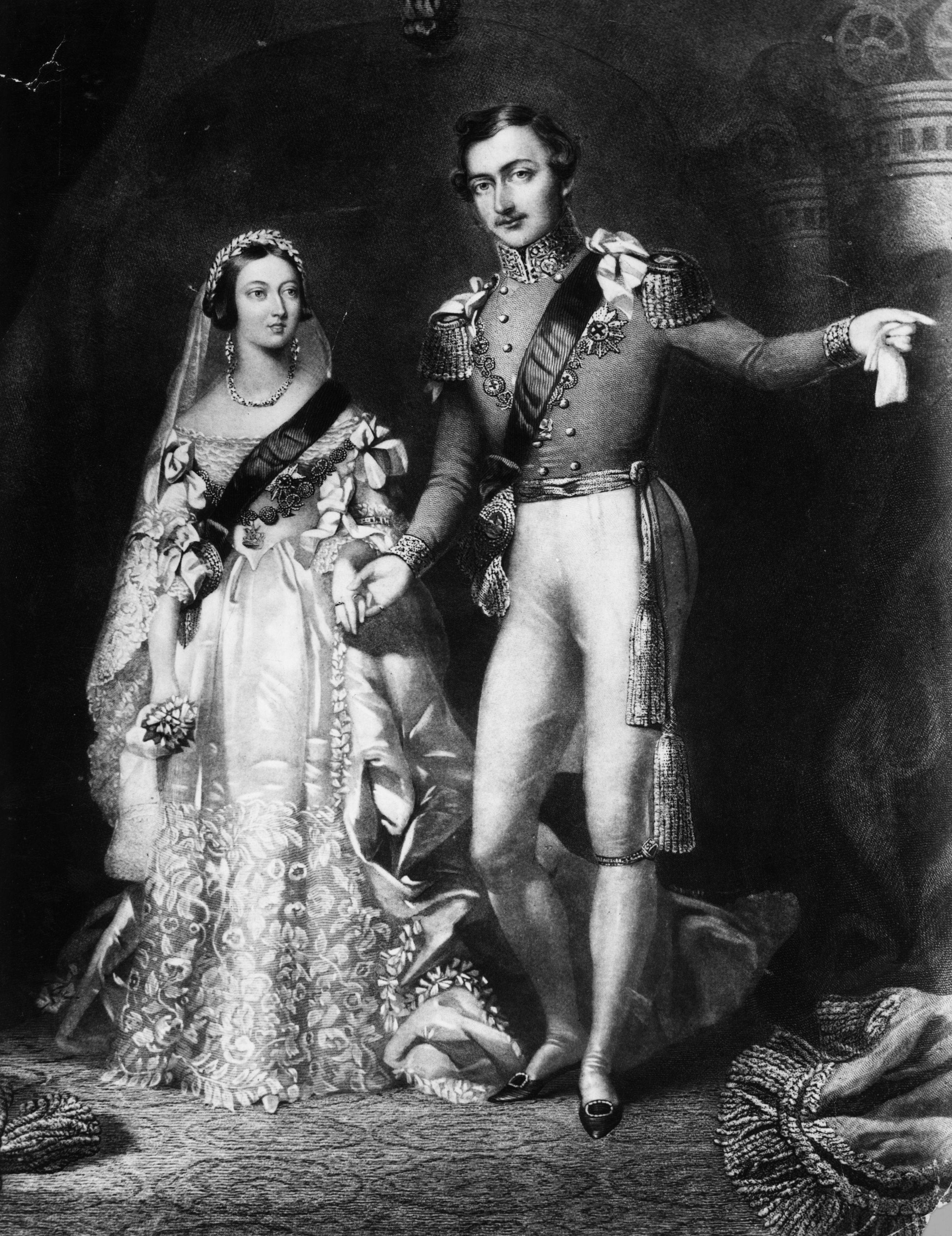
Королева Виктория и Альберт Саксен-Кобург-Готский на своей свадьбе

Свадьба Виктории и принца Альберта состоялась 10 февраля 1840 года в Королевской капелле Сент-Джеймсского дворца в Лондоне. На свадебной церемонии среди других гостей присутствовали мать королевы, отец жениха и его брат, а также члены британской королевской семьи.
Платье королевы было белого цвета из атласной ткани и отделано кружевом. На шлейфе платья были вышиты цветы апельсина; его несли 12 подружек невесты, которые были дочерьми аристократов. Подружки невесты были также одеты в белые платья и у них были бирюзовые броши в форме орла. Фата невесты имела длину 4 ярда.
Туфли королевы были белого цвета из атласа. Среди драгоценностей на королеве были серьги с турецкими бриллиантами и брошь с сапфиром, подаренная принцем Альбертом.
Свадебной церемонией руководил архиепископ Кентерберийский, после слов которого «Я объявляю, что они будут мужем и женой вместе» раздалась пушечная пальба в Сент-Джеймсском парке и в Тауэре. Свадебная процессия вернулась в Тронный зал, где была проведена регистрация королевского брака.